# Shrewsbury School
La Shrewsbury School, nota anche come King Edward VI Grammar School, Shrewsbury, è una scuola privata situata a Shrewsbury, nello Shropshire, in Inghilterra.
Fondata nel 1552 su carta reale concessa da re Edoardo VI, è una delle prime nove scuole pubbliche definite nel 1868 dal Parlamento del Regno Unito nel Public Schools Act 1868. È membro dell'Headmasters' and Headmistresses Conference, che riunisce le 242 principali scuole private del Regno Unito.
Questa scuola era originariamente un collegio per ragazzi di età compresa tra 13 e 18 anni. Il numero di studenti ammonta a circa 690 ragazzi. La struttura è aperta alle ragazze dal settembre 2008.
La scuola ha una sua rivista, il Public Nose (una variazione deliberata di Private Eye), scritto da un gruppo di studenti e pubblicato due volte al mese.

## Vecchi studenti
- Sir Philip Sidney (1554–1586), poeta e militare
- Charles Burney (1726-1814), musicologo
- Edward Waring (1736–1798), matematico
- Charles Darwin (1809–1882), naturalista
- Samuel Butler (1835-1902), scrittore
- Harold Bridgwood Walker (1862-1934), generale
- Michael Heseltine (1933–), politico
- Charles Thomas Newton, archeologo (1816-1894)
- Michael Palin (1943–), attore e conduttore TV
- John Peel (1939–2004), DJ e giornalista
- Paul Foot (1937–2004), giornalista
- Nevil Shute (1899–1960), scrittore
- Martin Rees (1942-), scienziato professore di astronomia, presidente della Royal Society
- Graham Wallas (1858-1932), primo professore di politica alla London School of Economics